# Gigante Grupo Inmobiliario
Gigante Grupo Inmobiliario, es una empresa inmobiliaria mexicana, creada en 2008, surge luego de la compra-venta de la cadena mexicana de autoservicio Gigante, de parte de Organización Soriana hacia Grupo Gigante en el año 2007, adquiriendo la mayoría de sus sucursales.

## Historia
En el año 2007 Organización Soriana compra las 197 tiendas Gigante en la república mexicana, bajo los formatos de tienda Gigante, Bodega Gigante y Súper Gigante por lo que es hasta el año 2008 que se convierten la mayoría de las sucursales de Gigante en Soriana Híper y algunas en Soriana Mercado, las restantes en el reciente formato de tienda llamado Soriana Súper, por lo que después surge de manera oficial la empresa de inmuebles Gigante Grupo Inmobiliario, inicia el arrendamiento de piso de los locales de las tiendas Gigante a Soriana.Locales que en su momento pertenecieron a cadenas nacionales como «Almacenes Blanco»; y de manera estatal «El Sardinero» en la Ciudad de México, «Maxi» en Jalisco, «Suksa» en Nuevo León, «Astra y Autodescuento» en Nuevo León, Tamaulipas y San Luis Potosí, «Azcúnaga» en Nuevo León y «Super Maz» en Campeche y Yucatán.
En 2009 se autoriza la construcción de 2 centros comerciales: Gran Terraza Lomas Verdes y Las Tiendas de San Esteban, ambos ubicados en el municipio de Naucalpan de Juárez, en el Estado de México, por lo que en el año 2010 se inaugura la primera plaza comercial mencionada, a un año después, se inaugura la zona comercial Las Tiendas de San Esteban de nueva cuenta en el municipio de Naucalpan de Juárez, Estado de México.

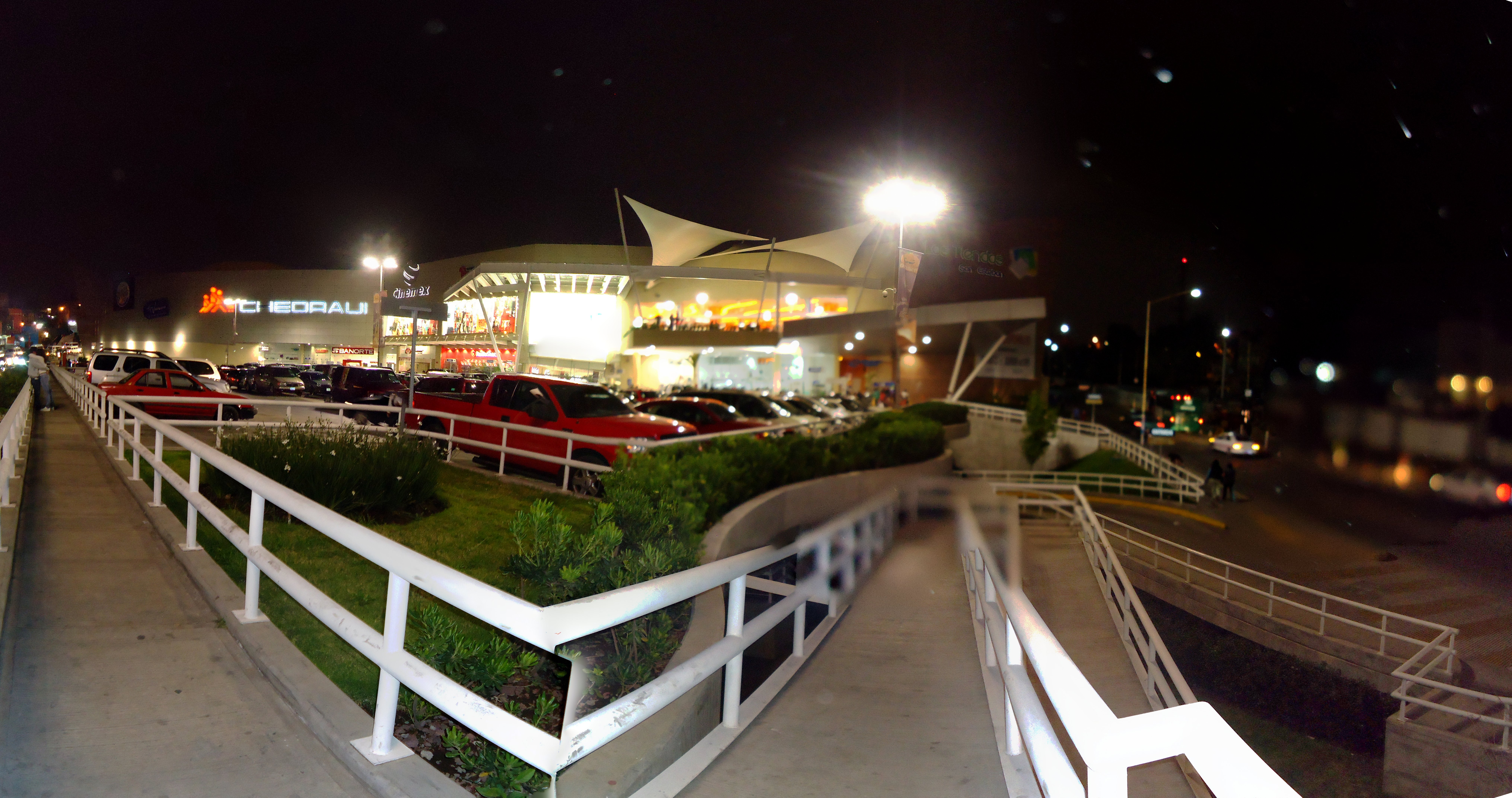
Fachada del centro comercial "Las Tiendas de San Esteban" de noche.

Surgen los proyectos corporativos: Corporativo Dos Patios de la asociación Gigante-Schiller en 2008 y en dos años después surgen proyectos de centros comerciales como Gran Terraza Oblatos y Gran Terraza Belenes, proyectos con ubicación en Jalisco, ambos inaugurados en octubre de 2012.

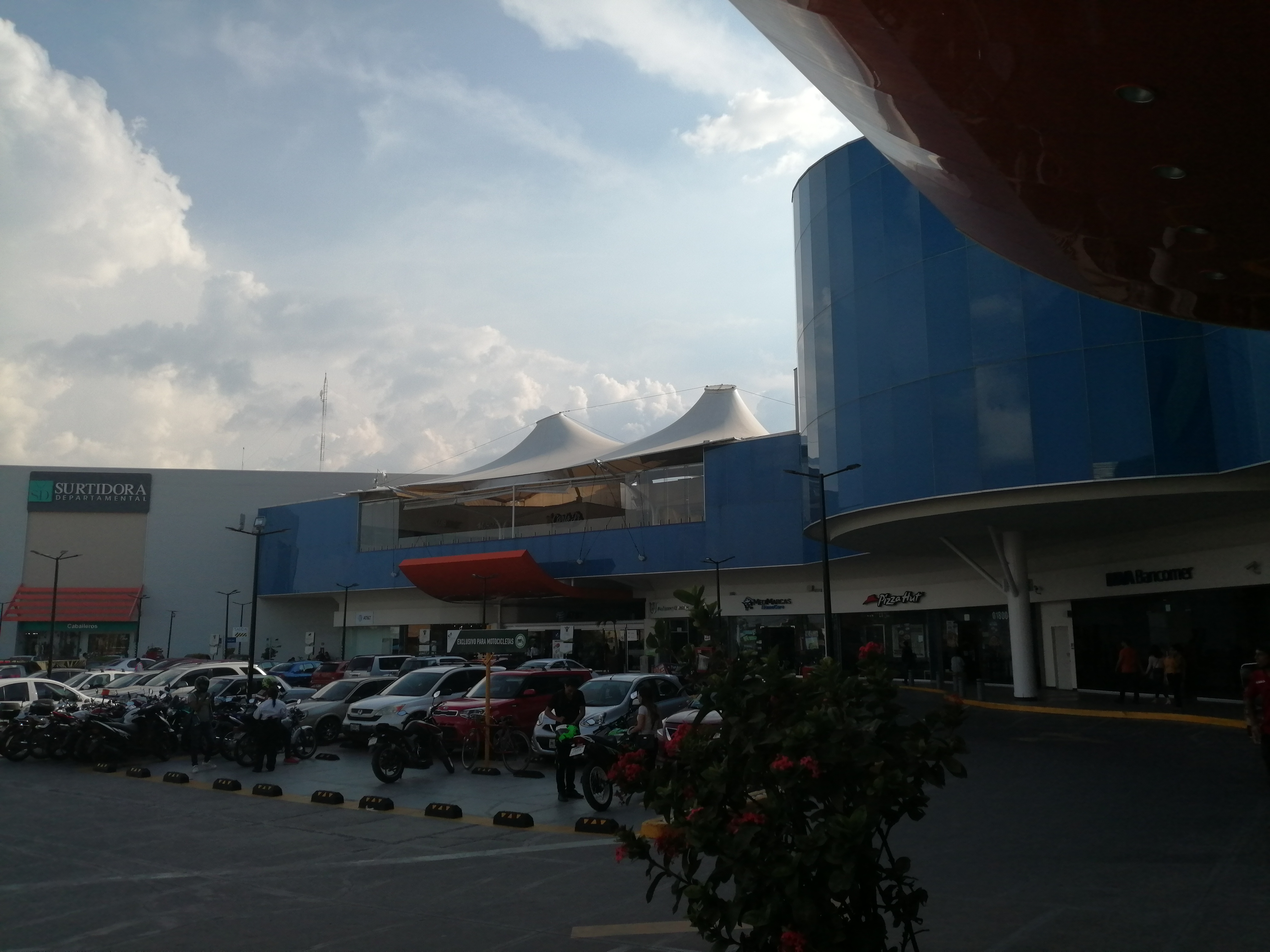
Parte de la fachada de la plaza comercial Gran Terraza Belenes en Jalisco.

En 2014 se culmina la construcción de la zona comercial Serviplaza Acapulco Diamante con establecimientos como The Home Depot y Office Depot en Acapulco, Guerrero y Las Tiendas de Cancún en Quintana Roo, al mismo año surge el complejo comercial Miyana, el cual es un conjunto de desarrollo mixto, ubicado en la zona de Polanco, Ciudad de México, que comenzó como un centro comercial, después fueron incluidas las edificaciones de oficinas corporativas Grupo Gigante, la primera parte del centro comercial fue inaugurada en 2016.
En el mismo año surge un nombre comercial llamado Serviplazas, ubicadas en establecimientos donde anteriormente había la presencia de tiendas Gigante, empieza la negociación del proyecto Gran Terraza Coapa,iniciando su construcción en 2017, inaugurándose en julio de 2019,así como la futura negociación del Corporativo Palmas Uno, ubicado en la zona de Interlomas, Estado de México. Inicia su construcción en el municipio de Huixquilucan, inaugurada en 2019.
En el año 2022 se implementan minibodegas con el nombre G-Square, abriendo sus puertas el 1.° de diciembre en Gran Terraza Coapa y en el mismo año inicia la construcción de una futura tienda Walmart, lugar de antigua tienda Gigante, inaugurado en octubre de 2023.
En 2024 se planifica la construcción de la zona comercial Serviplaza Cuautitlán en Centro Urbano, municipio de Cuautitlán Izcalli, en el Estado de México

## Obras
- Gran Terraza Lomas Verdes (2010) Naucalpan de Juárez, Estado de México.
- Centro Comercial Las Tiendas de San Esteban (2011) - Naucalpan de Juárez, Estado de México.
- Corporativo Dos Patios (2012) Polanco, Ciudad de México.
- Gran Terraza Oblatos (2012) Guadalajara, Jalisco.
- Gran Terraza Belenes (2012) Zapopan, Jalisco.
- Serviplaza Acapulco Diamante (2014) Acapulco de Juárez, Guerrero.
- Las Tiendas de Cancún (2014) Cancún, Quintana Roo.
- Desarrollo Comercial Miyana (2016) Polanco, Ciudad de México.
- Gran Terraza Coapa (2019) Tlalpan, Ciudad de México.
- Corporativo Palmas Uno (2019) Interlomas, Estado de México.
- Walmart Supercenter Villa Verde Puebla (2023) Puebla de Zaragoza, Puebla.
- Serviplaza Cuautitlán Izcalli (2024-cancelado)